# ヒューマニティ!
「ヒューマニティ!」は、サンボマスターの楽曲である。2021年6月9日にGetting Betterより24作目のシングルとして配信限定で発売された。

## 概要
前作『忘れないで 忘れないで』より約1年1か月ぶりのリリースで、2020年3月13日に発売されたシングル『花束』から3作連続で配信限定というフォーマットでの発売となった。
本作はTBS系『ラヴィット!』のテーマソングとして描き下ろされた楽曲で、楽曲について山口は、
とコメントした。
また、同番組内でも当楽曲が多々話題になることが多く、2022年4月27日の放送内で富田鈴花（日向坂46）がギターによる弾き語りで当楽曲を披露 。また、稲田直樹（アインシュタイン）がロケの最初に歌うことが定番となっている。2022年7月6日の放送ではまなまるが様々なアニメキャラクターの声真似で当楽曲を弾き語りしている。
2022年8月11日の放送では放送345回記念を祝う形で、オープニングにサンボマスターの3人が生出演。「ヒューマニティ!」とテーマソングをお願いするきっかけとなった「輝きだして走ってく」の2曲を生演奏で披露した。なお「ヒューマニティ!」をテレビで披露したのはこの時が初となった。

## ミュージック・ビデオ
ミュージック・ビデオは2021年7月7日に公開された。監督は鈴木友唯。パンジーが主人公となって人の人生を描いていくアニメーションとなっており、映像全編を観ることによって1つの人生を追体験できるような内容になっている。

## 収録曲
| #  | タイトル            | 作詞・作曲 | 時間 |
| -- | ------------------- | ---------- | ---- |
| 1. | 「ヒューマニティ!」 | 山口隆     | 3:00 |

## 収録作品

### シングル
- Future is Yours（#2）- ライブバージョンを収録。

### アルバム
- ラブ&ピース!マスターピース!（#3）